# Batalla del Río San Gabriel
La Batalla del Río San Gabriel fue un enfrentamiento armado decisivo de la campaña estadounidense en el territorio federal mexicano de Alta California durante la Guerra de Intervención Estadounidense, produciéndose la batalla en dos distintos campos, el actual Montebello y Pico Rivera el 8 de enero de 1847.
- Datos: Q523451